# Новоставське (лісове урочище)
Новоста́вське — заповідне лісове урочище в Україні. Об'єкт природно-заповідного фонду Рівненської області. 
Розташоване на території Гощанського району Рівненської області, південніше села Новоставці. 
Площа 53 га. Статус надано згідно з рішенням Рівненського облвиконкому № 584 від 27.05.2005 року. Перебуває у віданні: Бугринська сільська рада. 
У складі флори виявлені два види, занесені до Червоної книги України,— лілія лісова та коручка темно-червона, які розсіяно трапляються по території заповідного урочища.